# 特卡潘
特卡潘（西班牙語：Tecapán），是薩爾瓦多的城鎮，位於該國東南部，由烏蘇盧坦省負責管轄，面積48.42平方公里，海拔高度633米，2007年人口7,697，人口密度每平方公里158.96人。
13°27′N 88°29′W / 13.450°N 88.483°W